# Église Saint-Martin de Langres
C'est à Langres, dans la Haute-Marne, que se dresse l'église Saint Martin, édifiée au XIIIe siècle et classée aux monuments historiques. L’édifice actuel résulte de plusieurs campagnes de construction, échelonnées du XIIIe siècle au XVIIIe siècle.

## Présentation
L'église est formée de trois vaisseaux datant du XIIIe siècle doublés de deux collatéraux construits après l'incendie de l'édifice en 1725.
Sa restauration après l'incendie a été menée de 1728 à 1745 par l'architecte langrois Claude Forgeot. Les nouveaux collatéraux, couverts de voûtes d'ogives, respectent le style du XIIIe siècle.
L'église fait l’objet d’un classement au titre des monuments historiques depuis le 23 février 1977.
Une curiosité dans l'église : Le sol en mosaïque de l'allée centrale comporte des svastikas qui n'est pas sans rappeler à certains visiteurs l'occupation nazie. Mais Hitler n'a pas inventé la croix gammée, il s'agit d'un symbole hindou, un symbole de vie perpétuelle, de science et de force.

## Façade et clocher
Reconstruite en 1745, la façade, sobre et symétrique, est accompagnée d’un clocher campanile inhabituel dans la tradition architecturale française. Haut de 52 mètres, il comporte quatre niveaux distincts et
l’abondance de décoration dans les parties hautes confère à ce monument une certaine touche italienne.

## Orgues
L'église dispose de deux orgues : un orgue en tribune et un orgue de chœur.

### Orgue en tribune
L'orgue en tribune (1899) est du facteur Henri Didier. Il aurait probablement réutilisé partiellement les jeux d'un instrument précédent construit par Ducroquet. L'orgue dispose de 32 jeux répartis sur 3 claviers (positif, grand orgue, récitatif). Il est cependant aujourd'hui en très mauvais état (plusieurs tuyaux sont hors d'usage) et une restauration complète est nécessaire. L'instrument est protégé au titre des monuments historiques depuis le 28 février 1986.

### Orgue de chœur

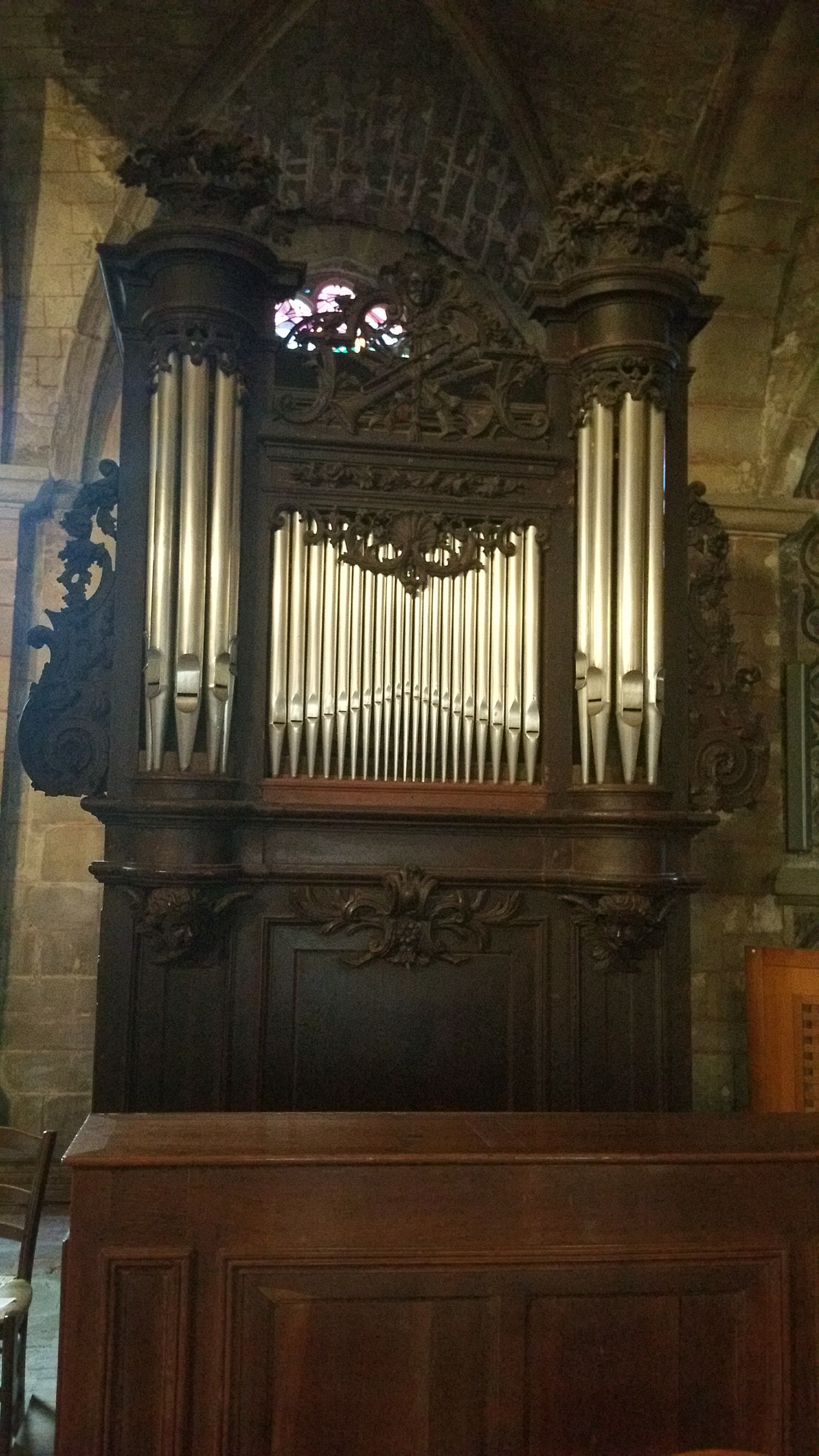
L'orgue de chœur de l'église.

L'orgue de chœur est enfermé dans un buffet du XVIIIe siècle, classé monument historique le 15 janvier 1970. Le facteur d'orgue Jaquot-Jeanpierre apporte, dans la seconde moitié du XIXe siècle, à l'orgue de quoi s'exprimer. L'instrument dispose d'un seul clavier avec pédalier et de quelques jeux :
- Voix céleste
- Bourdon 16'
- Bourdon 8'
- Flûte 8'
- Salicional 8'
- Flûte 4'
- Trompette 8'

C'est cet orgue qui est utilisé pour le culte.

## Galerie photos

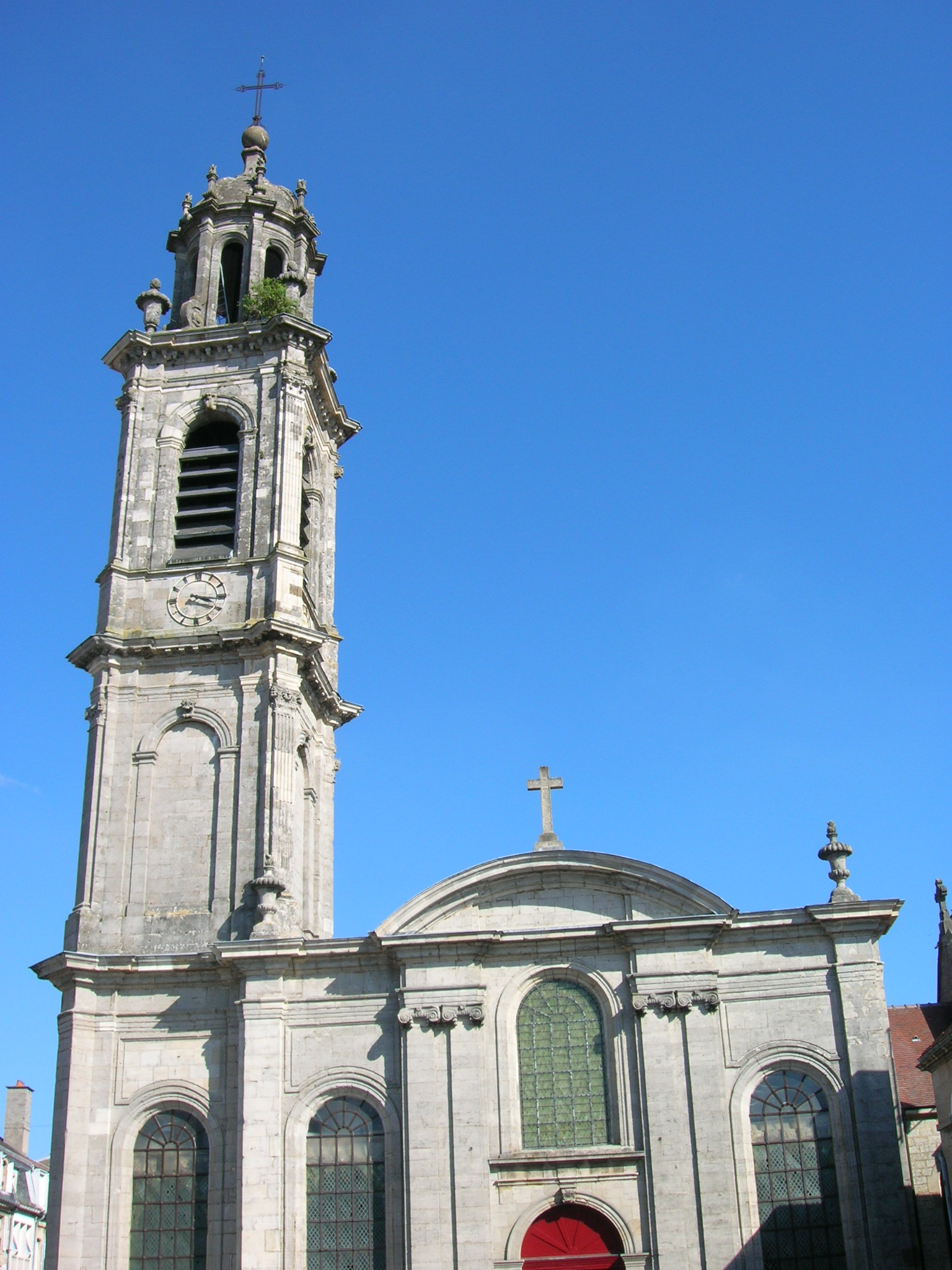
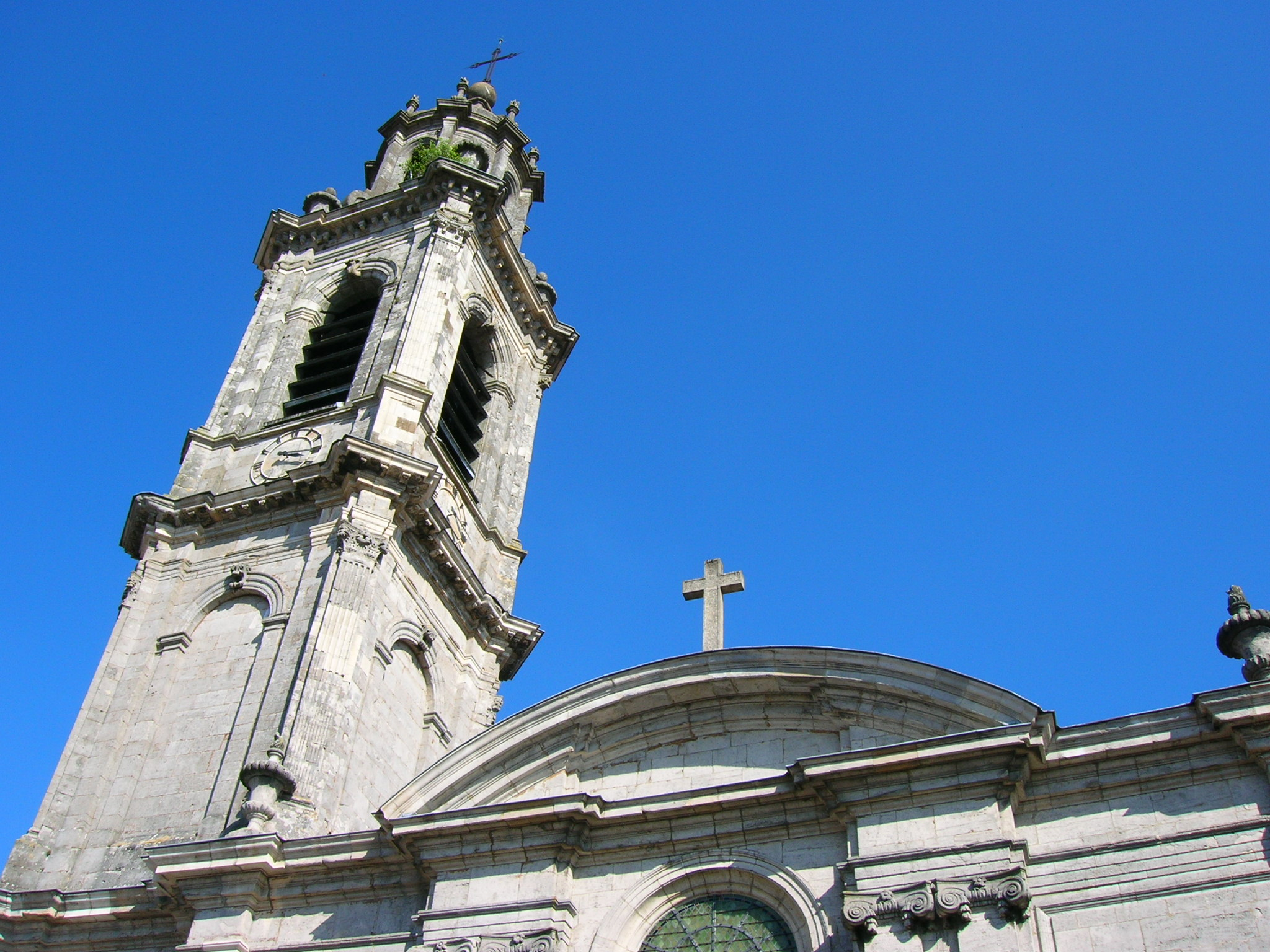
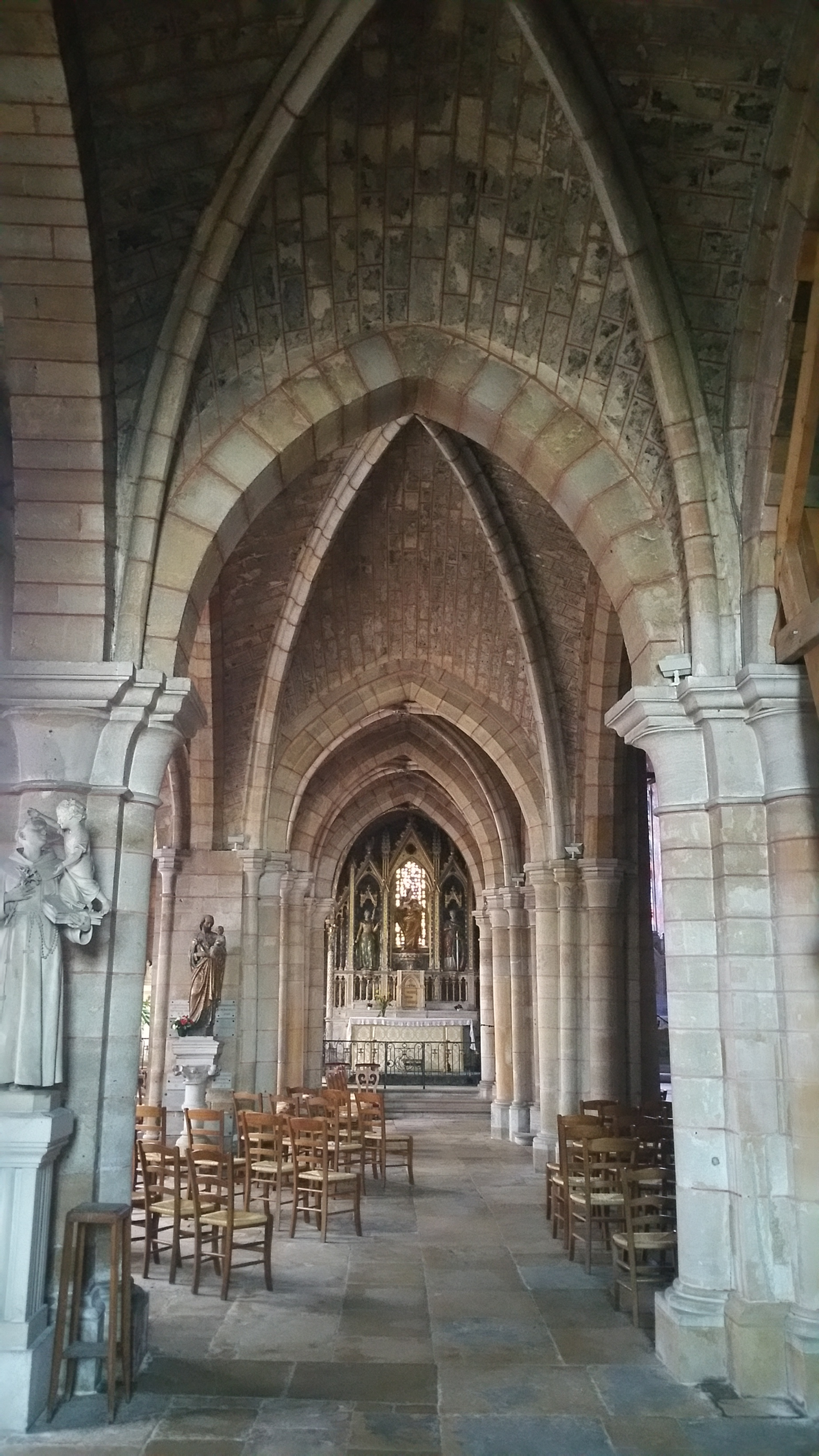
Allée gauche de l'église.
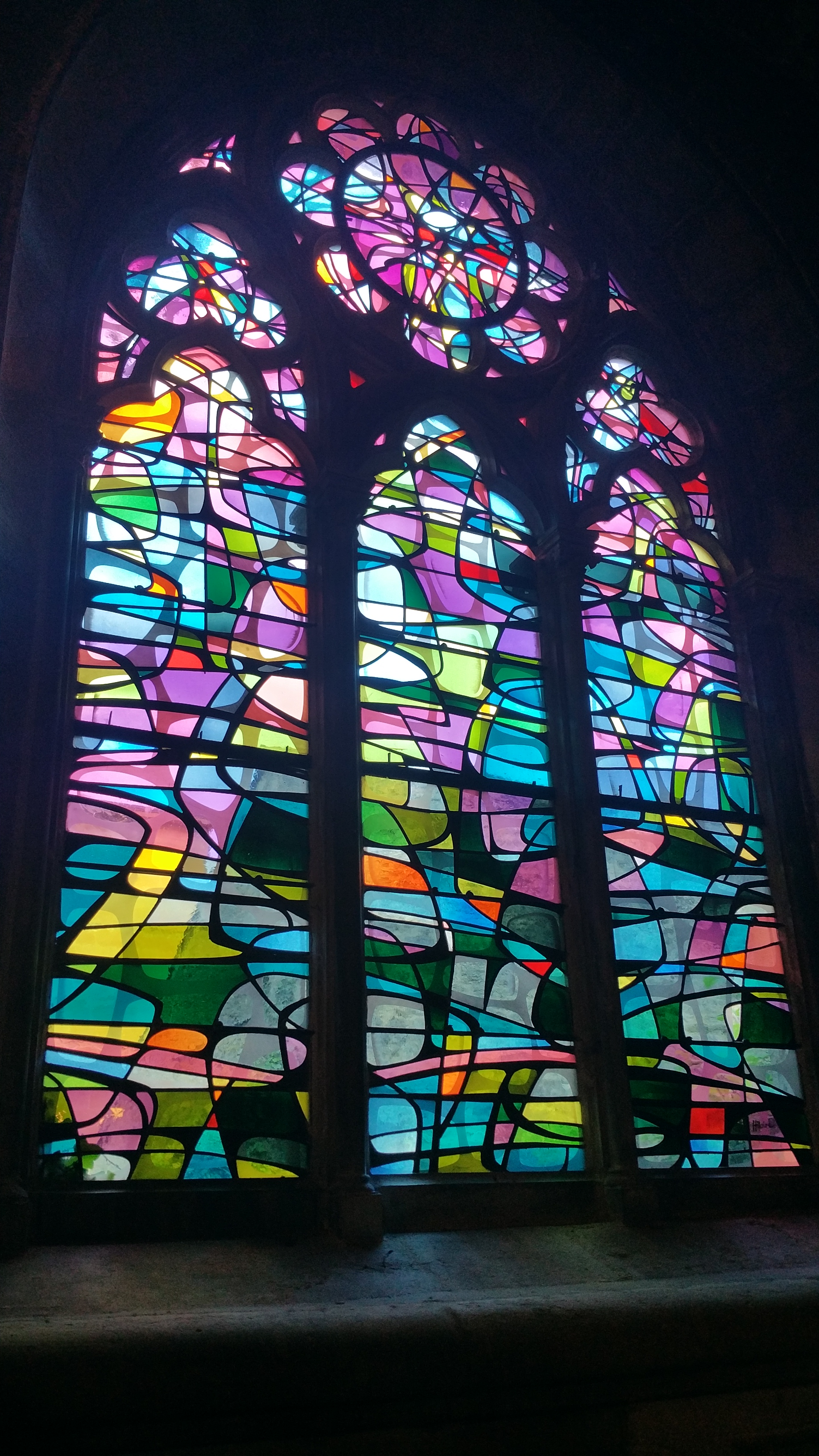
Un vitrail de l'allée droite.
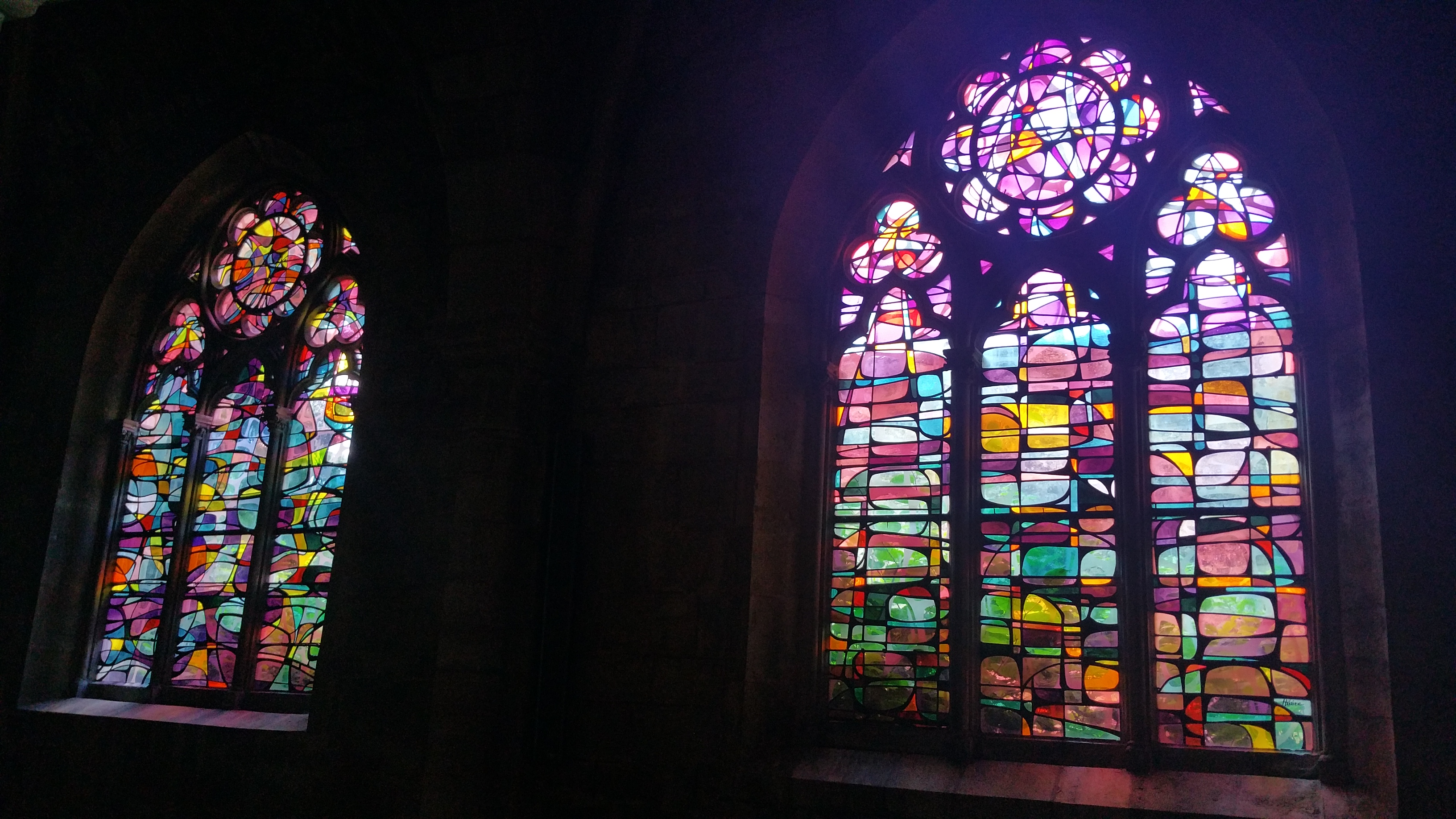
Vitraux de l'allée droite.
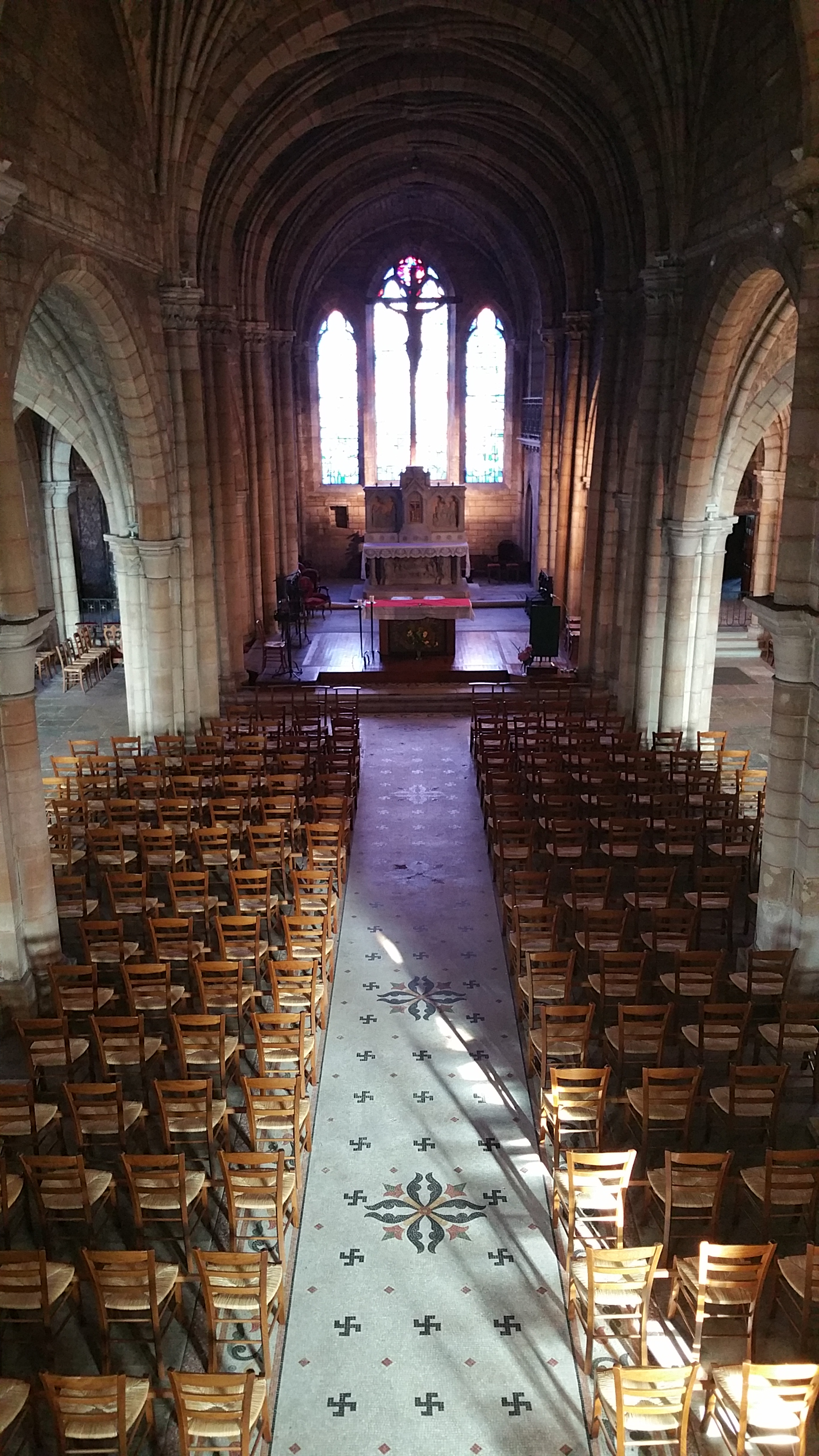
Église St-Martin Langres vu depuis la tribune.

## Sources
- Le guide du patrimoine Champagne Ardenne sous la direction de Jean-Marie Pérouse de Montclos. Éditions Hachette. 1995